# Battaglia di Kumegawa
La battaglia di Kumegawa fece parte della decisiva campagna Kōzuke-Musashi durante la Guerra Genkō in Giappone che alla fine pose fine allo shogunato Kamakura. Combattuta il 12 maggio 1333 a Kumegawa, nella provincia di Musashi (l'attuale Suwa-machi, città di Higashimurayama, Tokyo), alla fine del periodo Kamakura, contrappose le forze dello shogunato Kamakura guidate da Sakurada Sadakuni e le forze anti-shogunato guidate da Nitta Yoshisada.

## Contesto storico
L'8 maggio Nitta Yoshisada radunò un esercito presso il santuario di Ikushina, l'11 maggio attraversò il fiume Iruma per raggiungere Kotesashi, dove si scontrò con un esercito dello shogunato guidato da Sakurada Sadakuni (Battaglia di Kotesashi). Le due parti ingaggiarono una battaglia feroce con molte perdite da entrambo le parti. Al tramonto, entrambi gli eserciti erano esausti: Yoshisada si ritirò sul fiume Iruma e l'esercito dello shogunato sul fiume Kume per riorganizzarsi.

## Battaglia
L'esercito di Nitta, forte di 6 000 uomini, dopo la battaglia di Kotesashi, continò il proprio slancio e si accampò sul Monte Hachikoku, da dove affrontarono le forze dello shogunato accampate ai piedi della montagna. Il sito di questo accampamento è oggi noto come Tumulo dello Shōgun (将軍塚?, Shōguntsuka).
La mattina successiva, 12 maggio, le forze imperiali lanciarono un attacco a sorpresa contro l'esercito dello shogunato di stanza presso il fiume Kume. Sadakuni Sakurada era però preparato e l'attacco a sorpresa non ebbe successo.
Le 50 000 truppe dello shogunato cercarono di accerchiare le forze imperiali ma Yoshisada riconobbe questa tattica e puntò le sue forze sul campo principale, che era scarsamente difeso. Di conseguenza, le forze dello shogunato furono sconfitte e Sadakuni Sakurada radunò il suo esercito e si ritirò a Bubaigawara sul fiume Tama (l'attuale città di Fuchū, Tokyo).

## Risultato
Lo shogunato Kamakura ricevette la notizia della sconfitta a Kotesashi e Kumegawa e inviò un esercito di 100 000 uomini guidati da Hōjō Yasuie, fratello minore di Hōjō Takatoki, per intercettare le forze di Nitta, che si unirono all'esercito di Sakurada Sadakuni a Bubaigawara dove avvenne la battaglia di Bubaigawara.